# Бискайски кит
Бискайският кит (Eubalaena glacialis), наричан също северноатлантически гладък кит, атлантически южен кит, е бозайник от семейство Гладки китове. Разпространен е в Северния Атлантически океан, близо до северноамериканското, европейското и северноафриканското крайбрежие. Интензивният му лов до 30-те години на 20 век е довел вида близо до изчезване.